# Шорт-трек на зимних Олимпийских играх 2018 — 1000 метров (мужчины)
Соревнования по шорт-треку среди мужчин на дистанции 1000 метров на зимних Олимпийских играх 2018 прошли 13 и 17 февраля в ледовом зале «Кёнпхо». В соревновании выступили 32 спортсмена из 14 стран. Квалификация на Игры осуществлялась по итогам четырёх этапов Кубка мира 2017/2018.
Действующим олимпийским чемпионом является российский конькобежец Виктор Ан.

## Медалисты
| Золото               | Серебро               | Бронза                   |
| Самуэль Жирар Канада | Джон-Генри Крюгер США | Со И Ра Республика Корея |

## Расписание
Время местное (UTC+9)
| Дата       | Время | Раунд                         |
| ---------- | ----- | ----------------------------- |
| 13 февраля | 19:00 | Квалификация                  |
| 17 февраля | 19:00 | Четвертьфинал Полуфинал Финал |

## Рекорды
До начала зимних Олимпийских игр 2018 года мировой и олимпийский рекорды были следующими:
| Мировой рекорд     | Хван Дэ Хён (KOR) | 1:20,875 | Солт-Лейк-Сити | 12 ноября 2016  |
| Олимпийский рекорд | Ли Джон Су (KOR)  | 1:23,747 | Ванкувер       | 20 февраля 2010 |

## Результаты

### Квалификация
В квалификационном раунде участвуют 32 спортсмена, разделённые на 8 забегов по 4 конькобежца в каждом. В следующий раунд соревнований выходят по 2 лучших спортсмена из каждого забега.

#### Забег 1
| Место | Спортсмен         | Страна         | Время    | Отставание | Примечание |
| ----- | ----------------- | -------------- | -------- | ---------- | ---------- |
| 1     | Джон-Генри Крюгер | США            | 1:25,913 | +0,000     | Q          |
| 2     | Фарелл Трейси     | Великобритания | 1:26,762 | +0,849     | Q          |
| 3     | Рёсукэ Сакадзумэ  | Япония         | —        | —          | ADV        |
| 4     | Шаоан Лю          | Венгрия        | —        | —          | PEN        |

#### Забег 2
| Место | Спортсмен       | Страна           | Время    | Отставание | Примечание |
| ----- | --------------- | ---------------- | -------- | ---------- | ---------- |
| 1     | Лим Хё Джун     | Республика Корея | 1:23,971 | +0,000     | Q          |
| 2     | Кадзуки Ёсинага | Япония           | 1:24,030 | +0,059     | Q          |
| 3     | Шарль Курнуайе  | Канада           | 1:24,051 | +1,080     |            |
| 4     | Дан Бреувсма    | Нидерланды       | 1:24,429 | +1,458     |            |

#### Забег 3
| Место | Спортсмен            | Страна    | Время    | Отставание | Примечание |
| ----- | -------------------- | --------- | -------- | ---------- | ---------- |
| 1     | Самюэль Жирар        | Канада    | 1:23,894 | +0,000     | Q          |
| 2     | Семён Елистратов     | ОСР       | 1:23,979 | +0,085     | Q          |
| 3     | Кэйта Ватанабэ       | Япония    | 1:24,078 | +0,184     |            |
| 4     | Нурберген Жумагазиев | Казахстан | 1:24,271 | +0,377     |            |

#### Забег 4
| Место | Спортсмен         | Страна     | Время    | Отставание | Примечание |
| ----- | ----------------- | ---------- | -------- | ---------- | ---------- |
| 1     | Шинки Кнегт       | Нидерланды | 1:23,823 | +0,000     | Q          |
| 2     | Тибо Фоконне      | Франция    | 1:24,381 | +0,558     | Q          |
| 3     | Робертс Звейниекс | Латвия     | 1:26,408 | +2,585     | ADV        |
| —     | Жэнь Цзывэй       | Китай      | PEN      | PEN        | PEN        |

#### Забег 5
| Место | Спортсмен           | Страна  | Время       | Отставание | Примечание |
| ----- | ------------------- | ------- | ----------- | ---------- | ---------- |
| 1     | Шарль Амлен         | Канада  | 1:23,407 OR | +0,000     | Q          |
| 2     | У Дацзин            | Китай   | 1:23,463    | +0,056     | Q          |
| 3     | Себастьен Лепап     | Франция | 1:23,489    | +0,082     |            |
| 4     | Александр Шульгинов | ОСР     | 1:31,133    | +7,726     |            |

#### Забег 6
| Место | Спортсмен     | Страна           | Время    | Отставание | Примечание |
| ----- | ------------- | ---------------- | -------- | ---------- | ---------- |
| 1     | Ицхак Де Лаат | Нидерланды       | 1:24,639 | +0,000     | Q          |
| 2     | Со И Ра       | Республика Корея | 1:24,734 | +0,095     | Q          |
| 3     | Томмазо Дотти | Италия           | 1:25,369 | +0,730     |            |
| 4     | Хань Тяньюй   | Китай            | —        | —          | PEN        |

#### Забег 7
| Место | Спортсмен         | Страна           | Время    | Отставание | Примечание |
| ----- | ----------------- | ---------------- | -------- | ---------- | ---------- |
| 1     | Хван Дэ Хон       | Республика Корея | 1:24,457 | +0,000     | Q          |
| 2     | Юрий Конфортола   | Италия           | 1:25,297 | +0,840     | Q          |
| 3     | Джошуа Читем      | Великобритания   | 1:26,223 | +1,766     |            |
| —     | Владислав Быканов | Израиль          | PEN      | PEN        | PEN        |

#### Забег 8
| Место | Спортсмен         | Страна  | Время    | Отставание | Примечание |
| ----- | ----------------- | ------- | -------- | ---------- | ---------- |
| 1     | Шаолинь Шандор Лю | Венгрия | 1:31,547 | +0,000     | Q          |
| 2     | Роберто Пукитис   | Латвия  | 1:31,635 | +0,088     | Q          |
| 3     | Джон Сельски      | США     | 1:31,812 | +0,265     |            |
| —     | Павел Ситников    | ОСР     | PEN      | PEN        | PEN        |

### Четвертьфинал
В четвертьфинале участвуют 16 спортсменов, разделённые на 4 забега по 4 конькобежца в каждом. В полуфинал выходят по 2 лучших спортсмена из каждого забега.

#### Забег 1
| Место | Спортсмен    | Страна           | Время    | Отставание | Примечание |
| ----- | ------------ | ---------------- | -------- | ---------- | ---------- |
| 1     | Со И Ра      | Республика Корея | 1:24,053 | +0,000     | Q          |
| 2     | Лим Хё Джун  | Республика Корея | 1:24,095 | +0,042     | Q          |
| 3     | Тибо Фоконне | Франция          | 1:24,344 | +0,291     |            |
| 4     | Хван Дэ Хон  | Республика Корея | PEN      | PEN        | PEN        |

#### Забег 2
| Место | Спортсмен       | Страна     | Время    | Отставание | Примечание |
| ----- | --------------- | ---------- | -------- | ---------- | ---------- |
| 1     | Самюэль Жирар   | Канада     | 1:24,289 | +0,000     | Q          |
| 2     | Юрий Конфортола | Италия     | 1:24,383 | +0,094     | Q          |
| 3     | Ицхак Де Лаат   | Нидерланды | 1:24,423 | +0,134     |            |
| 4     | Кадзуки Ёсинага | Япония     | 1:24,649 | +0,360     |            |

#### Забег 3
| Место | Спортсмен         | Страна         | Время    | Отставание | Примечание |
| ----- | ----------------- | -------------- | -------- | ---------- | ---------- |
| 1     | Семён Елистратов  | ОСР            | 1:23,893 | +0,000     | Q          |
| 2     | Рёсукэ Сакадзумэ  | Япония         | 1:24,099 | +0,206     | Q          |
| 3     | Джон-Генри Крюгер | США            | 1:24,598 | +0,705     | ADV        |
| 4     | Фарелл Трейси     | Великобритания | 1:25,080 | +1,187     |            |
| —     | Шинки Кнегт       | Нидерланды     | PEN      | PEN        | PEN        |

#### Забег 4
| Место | Спортсмен         | Страна  | Время    | Отставание | Примечание |
| ----- | ----------------- | ------- | -------- | ---------- | ---------- |
| 1     | Шаолинь Шандор Лю | Венгрия | 1:24,012 | +0,000     | Q          |
| 2     | Шарль Амлен       | Канада  | 1:24,015 | +0,003     | Q          |
| 3     | Роберто Пукитис   | Латвия  | 1:24,022 | +0,010     |            |
| 4     | Робертс Звейниекс | Латвия  | 1:24,306 | +0,288     |            |
| —     | У Дацзин          | Китай   | PEN      | PEN        | PEN        |

### Полуфинал
В полуфинале участвуют 8 спортсменов, разделённые на 2 забега по 4 конькобежца в каждом. В финал A выходят по 2 лучших спортсмена из каждого забега, остальные конькобежцы отправляются в финал B.

#### Забег 1
| Место | Спортсмен         | Страна           | Время    | Отставание | Примечание |
| ----- | ----------------- | ---------------- | -------- | ---------- | ---------- |
| 1     | Лим Хё Джун       | Республика Корея | 1:26,463 | +0,000     | QA         |
| 2     | Шаолинь Шандор Лю | Венгрия          | 1:26,488 | +0,025     | QA         |
| 3     | Юрий Конфортола   | Италия           | 1:26,626 | +0,163     | QB         |
| 4     | Семён Елистратов  | ОСР              | 1:26,773 | +0,310     | QB         |

#### Забег 2
| Место | Спортсмен         | Страна           | Время    | Отставание | Примечание |
| ----- | ----------------- | ---------------- | -------- | ---------- | ---------- |
| 1     | Джон-Генри Крюгер | США              | 1:24,187 | +0,000     | QA         |
| 2     | Со И Ра           | Республика Корея | 1:24,252 | +0,65      | QA         |
| 3     | Рёсукэ Сакадзумэ  | Япония           | 1:24,317 | +0,130     | QB         |
| 4     | Самюэль Жирар     | Канада           | 1:25,102 | +0,915     | ADVA       |
| —     | Шарль Амлен       | Канада           | PEN      | PEN        | PEN        |

### Финал

#### Финал B
| Место | Спортсмен        | Страна | Время    | Отставание | Примечание |
| ----- | ---------------- | ------ | -------- | ---------- | ---------- |
| 1     | Рёсукэ Сакадзумэ | Япония | 1:27,522 | +0,000     |            |
| 2     | Семён Елистратов | ОСР    | 1:27,621 | +0,099     |            |
| 3     | Юрий Конфортола  | Италия | 1:27,712 | +0,190     |            |

#### Финал A
| Место | Спортсмен         | Страна           | Время    | Отставание | Примечание |
| ----- | ----------------- | ---------------- | -------- | ---------- | ---------- |
| 1     | Самюэль Жирар     | Канада           | 1:24,650 | +0,000     |            |
| 2     | Джон-Генри Крюгер | США              | 1:24,864 | +0,214     |            |
| 3     | Со И Ра           | Республика Корея | 1:31,619 | +6,969     |            |
| 4     | Лим Хё Джун       | Республика Корея | 1:33,312 | +8,662     |            |
| —     | Шаолинь Шандор Лю | Венгрия          | PEN      | PEN        | PEN        |